# Manned Orbital Development System
Manned Orbital Development System foi criada pela Space System Division (SSD) da Força Aérea dos Estados Unidos em junho de 1962. Era para começar a trabalhar em planos para usar componentes da Gemini como o primeiro passo em um novo programa da Força Aérea dos Estados Unidos chamado MODS (Manned Orbital Development System), um tipo de estação espacial militar que usaria a nave Gemini como veículos de transporte. O termo Blue Gemini apareceu pela primeira vez em agosto de 1962 como parte de uma proposta mais específica para lançar seis missões Gemini com pilotos da Força Aérea em uma orientação e treinamento para a fase preliminar do MODS. O MODS foi efetivamente superado quando o Manned Orbiting Laboratory foi anunciado em dezembro de 1963.